# Can Masoller
Can Masoller és un edifici del nucli urbà d'Hostalric (Selva), situat al carrer del Forn, molt a prop del Portal de les Hortes. És una obra inclosa en l'Inventari del Patrimoni Arquitectònic de Catalunya.

## Descripció
De planta quadrada, té planta baixa i pis. Façana tancada amb cornisa catalana i coberta a doble vessant amb teula àrab. Façana de maçoneria, arrebossada i pintada d'un color ocre. A la planta baixa hi ha dues portes, la de l'esquerra amb un arc de mig punt molt rebaixat, i la de la dreta amb dovelles de pedra. Al pis superior hi ha tres finestres, dues sobre la porta de la part esquerra i una amb ampit, brancals i llinda de pedra, sobre la porta amb dovelles. La casa sempre ha estat en mans de la família Masoller.